# Токодеде

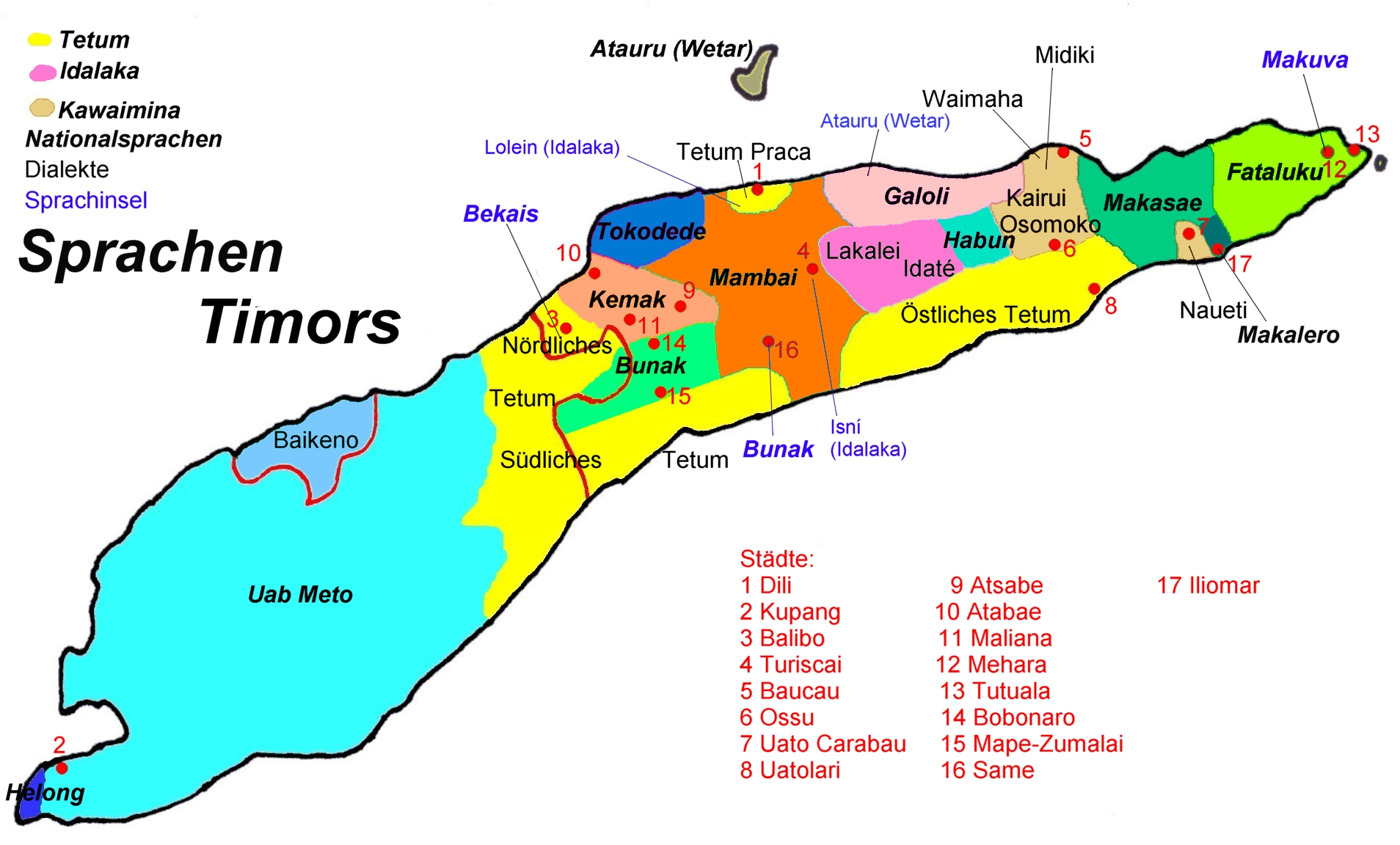
Карта распространения языков Тимора. Токодеде выделен тёмно-синим цветом.

Токодеде (тукудеде) — один из языков Восточного Тимора. Число носителей по данным справочника Ethnologue на 2000 год составляет 63 200 человек. Распространён в прибрежной северо-западной части страны, главным образом в округе Ликиса, от берегов реки Лоис до Дили. Относится к ядерно-тиморской группе австронезийской семьи языков. Число носителей в последние годы сокращается. Среди наиболее близкородственных языков: кемак и мамбаи.
Первым значительным текстом, изданным на языке токодеде стал Peneer meselo laa Literatura kidia-laa Timór, переведённый Пауло Т. Эсперансой, Фернанда Коррейей и Сесалтиной Кампос из статьи Пауло Т. Эсперансы «A Brief Look at the Literature of Timor». Версия на языке токодеде была опубликована в литературном приложении Várzea de Letras, издаваемом отделением португальского языка Национального университета Восточного Тимора, в декабре 2005 года.
Числительные от 1 до 10:
| - 1 — iso - 2 — ru - 3 — telu - 4 — paat - 5 — liim | - 6 — hohoniso - 7 — hohorú - 8 — hohotelu - 9 — hohopaat - 10 — sagulu |